# UCIプロツアー2009
UCIプロツアー2009 (UCI ProTour 2009) は、2009年に行われたUCIプロツアーである。

## 概要
2008年のUCIプロツアーは、対象レースが大幅に減少したばかりか、同年に対象レース外となったパリ〜ニースの開催をめぐる攻防が発端となり、プロツアー制度そのものが存続の危機に立たされた。
ツール・ド・フランスの休息日である同年7月15日に、UCIプロチームとしては唯一招待されなかったアスタナ・チームを除く当時のUCIプロチームライセンス取得の17チームが2009年シーズンのライセンス更新を行わないと表明した。UCIプロツアー制度に代わる新制度制定を画策していたアモリ・スポル・オルガニザシオン (ASO) などグランツール主催者に同調したもの。
しかしその約1カ月後、国際自転車競技連合 (UCI) と、ASOの親会社である、エディシオン・フィリップ・アモリ (EPA) との間で交渉が重ねられ和解に至り、UCIワールドカレンダーを新たなシリーズ戦として実施する運びとなった。UCIプロツアーと、ASOなどグランツール主催者側が考案していた新シリーズを合体させた折衷案とみられる。
またこの和解により、UCIプロチームライセンスを更新しないとした当時の17チームのうち、チームそのものを2008年シーズン限りで解散させるゲロルシュタイナーおよびクレディ・アグリコルを除く15チームが撤回したほか、ツール不参加のアスタナもライセンスを更新。また、チーム・カチューシャとガーミン・スリップストリームの2チームがプロフェッショナルコンチネンタルチームから昇格し、2009年シーズンにおける18のUCIプロチームが出揃った。
2009年シーズンの対象レースについては、2008年のツール・ド・フランスにおけるドーピング問題の影響を受け、ドイツ・ツアーが2009年の開催を中止したことにより除外された。また、グランプリ・ソチを格上げする方針が出されているが、いまだ具体的な話は見られない。
18のプロチームに対象レース出場権が与えられる特典については変わらない一方、個人、チーム、国別の三つの総合成績争いはUCIワールドカレンダーに移行することとなり、UCIプロツアー制度そのものが大幅に縮小された感は否めない。

## 2009年UCIプロチーム
| コード | チーム名称                             | 国籍           | Web |
| ------ | -------------------------------------- | -------------- | --- |
| ALM    | アージェードゥゼル・ラ・モンディアーレ | フランス       |     |
| AST    | アスタナ                               | カザフスタン   |     |
| BTL    | Bボックス・ブイグ・テレコム            | フランス       |     |
| COF    | コフィディス                           | フランス       |     |
| EUS    | エウスカルテル・エウスカディ           | スペイン       |     |
| FDJ    | フランセーズ・デ・ジュー               | フランス       |     |
| FUJ    | フジ・セルベット                       | スペイン       |     |
| GCE    | ケス・デパーニュ                       | スペイン       |     |
| GRM    | ガーミン・スリップストリーム           | アメリカ合衆国 |     |
| KAT    | チーム・カチューシャ                   | ロシア         |     |
| LAM    | ランプレ・N.G.C                        | イタリア       |     |
| LIQ    | リクイガス                             | イタリア       |     |
| MRM    | チーム・ミルラム                       | ドイツ         |     |
| QST    | クイックステップ                       | ベルギー       |     |
| RAB    | ラボバンク                             | オランダ       |     |
| SAX    | チーム・サクソバンク                   | デンマーク     |     |
| SIL    | サイレンス・ロット                     | ベルギー       |     |
| THR    | チーム・コロンビア＝ハイロード         | アメリカ合衆国 |     |

## 対象レース
| 日程      | レース名                             | 優勝者                           | 所属チーム                     |
| --------- | ------------------------------------ | -------------------------------- | ------------------------------ |
| 1/20-1/25 | ツアー・ダウンアンダー               | アラン・デイヴィス               | クイックステップ               |
| 4/5       | ロンド・ファン・フラーンデレン       | ステイン・デヴォルデル           | クイックステップ               |
| 4/6-4/11  | バスク一周                           | アルベルト・コンタドール         | アスタナ・チーム               |
| 4/8       | ヘント〜ウェヴェルヘム               | エドヴァルド・ボアソン・ハーゲン | チーム・コロンビア＝ハイロード |
| 4/19      | アムステルゴールドレース             | セルゲイ・イワノフ               | チーム・カチューシャ           |
| 4/28-5/3  | ツール・ド・ロマンディ               | ロマン・クロイツィガー           | リクイガス                     |
| 5/18-5/24 | カタルーニャ一周                     | アレハンドロ・バルベルデ         | ケス・デパーニュ               |
| 6/7-6/14  | ドーフィネ・リベレ                   | アレハンドロ・バルベルデ         | ケス・デパーニュ               |
| 6/13-6/21 | ツール・ド・スイス                   | ファビアン・カンチェラーラ       | チーム・サクソバンク           |
| 8/1       | クラシカ・サンセバスティアン         | カルロス・バレード               | クイックステップ               |
| 8/2-8/8   | ツール・ド・ポローニュ               | アレッサンドロ・バッラン         | ランプレ・N.G.C                |
| 8/16      | ヴァッテンフォール・サイクラシックス | タイラー・ファーラー             | ガーミン                       |
| 8/19-8/26 | エネコ・ツアー                       | エドヴァルド・ボアソン・ハーゲン | コロンビア・HTC                |
| 8/23      | GP西フランス・プルエー               | サイモン・ジェラン               | サーヴェロ                     |